# 贡山独活
贡山独活（学名：Heracleum kingdoni）为伞形科独活属的植物，是中国的特有植物。分布在中国大陆的云南等地，生长于海拔2,800米至3,500米的地区，见于山谷林缘及草坡上，目前尚未由人工引种栽培。